# 香港后棱蛇
香港後棱蛇（学名：Opisthotropis andersonii）为游蛇科後棱蛇属的爬行动物，是中国的特有种。一度被認為是香港特有种，現被發現是分布于香港和廣東少數地方，而且是罕見物種，常栖息于海拔300米左右的山上沼泽地。该物种的模式产地在香港。

## 保护
本种于2023年被收录入《有重要生态、科学、社会价值的陆生野生动物名录》。